# Мамалыга-Крива (пункт пропуска)
Мамалыга-Крива — пункт пропуска через государственную границу Украины на границе с Молдавией. Через пропускной пункт осуществляется два вида пропуска: железнодорожный и автомобильный.
Расположен вблизи села Мамалыга Днестровского района Черновицкой области, на автодороге Н10. С молдавской стороны находится пункт пропуска «Крива» в Бричанском районе Молдавии, на трассе М14 в направлении Липкан.
Вид пункта пропуска — автомобильный, железнодорожный. Статус пункта пропуска — международный.
Характер перевозок — пассажирский, грузовой.
Оба пункта пропуска «Мамалыга-Крива», автомобильный и железнодорожный, могут осуществлять радиологический, таможенный и пограничный контроль.
Кроме радиологического, таможенного и пограничного контроля, автомобильный пункт пропуска «Мамалыга-Крива» может осуществлять санитарный, фитосанитарный, ветеринарный, экологический контроль и контроль Службы международных автомобильных перевозок.
В то же время железнодорожный пункт пропуска «Мамалыга-Крива» осуществляет те же формы контроля, что и автомобильный, за исключением контроля Службы международных автомобильных перевозок.
Автомобильный пункт пропуска «Мамалыга-Крива» входит в состав таможенного поста «Мамалыга» Черновицкой областной таможни. Код автомобильного пункта пропуска — 40803 15 00 (11), железнодорожный пункт пропуска имеет код 40803 16 00 (12).